# Salacia congolensis
Salacia congolensis là một loài thực vật có hoa trong họ Dây gối. Loài này được De Wild. & T.Durand miêu tả khoa học đầu tiên năm 1899.